# Запрещённый цвет
Запрещённый цвет (яп. 禁色 киндзики) — цвет одежды в традиционной Японии, монополию на использование которого имело только определённое должностное лицо или чиновник. Система запрещённых цветов была выработана в VIII веке, во времена существования системы рицурё, и сохранена до сегодняшних дней, однако более не имеет юридического статуса.

## Запрещённые цвета
1. Сумаховый цвет (яп. 黄櫨染 ко:родзэн) использовался только для верхней одежды Императора Японии. Он был запрещён для применения кем угодно, кроме японского монарха. По сегодняшний день церемониальная японская одежда императора во время интронации красится только в этот сумаховый цвет. Его добывают из плодов сумаха (Rhus succedanea) — японское восковое дерево.
2. Семь дополнительных цветов, которые были установлены в X-XI вв.
  1. Бледно-зелёный (яп. 青白橡  аосиро-цурубами, или же 麹塵, кикудзин) — цвет верхней одежды императора Японии. В качестве исключения этот цвет могли носить наложницы и любовницы монарха, которые пребывали на должности дворцовой прислуги 4 ранга, а также секретари казны 6 ранга.
  2. Бледно-красный (яп. 赤白橡 акасиро-цурубами) — цвет верхней одежды экс-императора Японии.
  3. Жёлто-рыжий (яп. 黄丹 о:дан) — цвет верхней одежды кронпринца Японии.
  4. Тёмно-фиолетовый (яп. 深紫 фукамурасаки) — цвет верхней одежды аристократов 1 ранга.
  5. Гардениевый (яп. 支子 кутинаси) — запасной запрещённый цвет, заменитель жёлто-рыжего цвета. Производится из плодов гардении жасминовой (Gardenia jasminoides). Разрешение на ношение данного цвета могло быть предоставлено императорским рескриптом.
  6. Тёмно-багряный (яп. 深緋 фукахи) — запасной запрещённый цвет, заменитель тёмно-фиолетового цвета. Разрешение на ношение данного цвета могло быть предоставлено императорским рескриптом.
  7. Тёмно-саппановый (яп. 蘇芳 фукасуо:) — запасной запрещённый цвет, заменитель тёмно-фиолетового цвета. Производится из плодов цезальпинии саппан (Caesalpinia sappan). Разрешение на ношение данного цвета могло быть предоставлено императорским рескриптом.

В XIX веке, в период Мэйдзи, запрет был снят со всех цветов, кроме сумахового, жёлто-рыжего и гардениевого.